# Tin Jedvaj
Tin Jedvaj (Zagreb, 28. studenoga 1995.), hrvatski je nogometaš koji igra na poziciji braniča. Trenutačno igra za Panathinaikos.

## Klupska karijera

### Dinamo Zagreb
Tin Jedvaj započeo je svoju seniorsku nogometnu karijeru 2013. godine u Dinamu gdje je došao iz omladinskog pogona. Debitirao je protiv Osijeka gdje je nastupio na mjestu stopera u paru s dugogodišnjim standardnim reprezentativcem Josipom Šimunićem. Svoj prvi pogodak za Dinamo postigao je protiv Cibalije.

### Roma
Dana 10. srpnja 2013. godine mladi Jedvaj pridružio se Romi za 6 milijuna eura.

### Bayer Leverkusen
Dana 11. lipnja 2014. godine Roma ga je poslala na dvogodišnju posudbu u njemački Bayer Leverkusen.

## Reprezentativna karijera
U mlađim selekcijama ima nastupe u dobnim uzrastima: do 17, do 19 i do 21. Za hrvatsku nogometnu reprezentaciju do 17 godina nastupio je osam puta, za reprezentaciju do 19 sedam, a u tri navrata nastupio je i za momčad U21. 
Dana 4. rujna 2014. godine Jedvaj je prvi put nastupio za hrvatsku seniorsku nogometnu reprezentaciju, u Puli na stadionu Aldo Drosina, protiv Cipra.
Hrvatski nogometni izbornik objavio je u svibnju 2016. popis za nastup na Europskom prvenstvu u Francuskoj, na kojem se nalazi Jedvaj.

## Obiteljska tradicija
Njegov otac Zdenko Jedvaj bivši je nogometaš koji je ponikao i nastupao za mostarski Velež da bi devedesetih nastupao za hrvatske klubove Rijeku, Segestu i Zagreb na obrambenim položajima.

## Priznanja

### Individualna
- Večernji list, Nogometna nada godine: 2014.[5]
- 2018.: Odlukom Predsjednice Republike Hrvatske Kolinde Grabar-Kitarović odlikovan je Redom kneza Branimira s ogrlicom, za izniman, povijesni uspjeh hrvatske nogometne reprezentacije, osvjedočenu srčanost i požrtvovnost kojima su dokazali svoje najveće profesionalne i osobne kvalitete, vrativši vjeru u uspjeh, optimizam i pobjednički duh, ispunivši ponosom sve hrvatske navijače diljem svijeta ujedinjene u radosti pobjeda, te za iskazano zajedništvo i domoljubni ponos u promociji sporta i međunarodnog ugleda Republike Hrvatske, te osvajanju 2. mjesta na 21. Svjetskom nogometnom prvenstvu u Ruskoj Federaciji.[6]

### Klupska
Dinamo Zagreb
- Prvak Hrvatske (1): 2012./13.
- Hrvatski nogometni superkup (1):2013.

### Reprezentativna
- Svjetsko prvenstvo: 2018. (2. mjesto)[7]

## Vanjske poveznice
|  | Zajednički poslužitelj ima još gradiva o temi Tin Jedvaj |

- Tin Jedvaj na hnl-statistika.com